# Хангельдыев, Гуванч Бердымурадович
Гуванч Бердымурадович Хангельдыев (туркм. Guwanc Berdimyradowic Hangeldiyew; род. 9 августа 1987, Ашхабад) — туркменский футболист, полузащитник клуба «Едиген». Выступал за сборную Туркменистана.
Начал карьеру в 2004 году в клубе «Копетдаг» в чемпионате Туркменистана. С 2005 по 2006 год защищал цвета МТТУ. В 2007 году перешёл в «Ашхабад». Спустя три года, в 2011 году, Хангельдыев вернулся в МТТУ, который с 2016 года выступает под названием «Едиген». Игровой номер — 21. Имел опыт выступления в Кубке президента АФК и Кубке Содружества.
Выступал за сборную Туркменистана до 23 лет. За национальную сборную Туркменистана дебютировал 3 октября 2008 года в матче против Мьянмы (2:1). Участник Кубка вызова АФК 2012 года, где Туркменистан завоевал серебряные награды. Всего за сборную Гуванч Хангельдыев выступал с 2008 по 2012 года, сыграв в 9 матчах и забив 2 гола (в ворота Тайваня и Непала).